# Замок на отроге
Замок на отроге — тип средневекового оборонительного сооружения, которое использовало своё местоположение в качестве боевой защиты. Название говорит о сооружениях на отроге, выступающем с холма. Такой замок обычно защищён с трёх сторон отвесными краями горы, и только одна сторона остаётся пологой, на которой отрог переходит в другую гору.

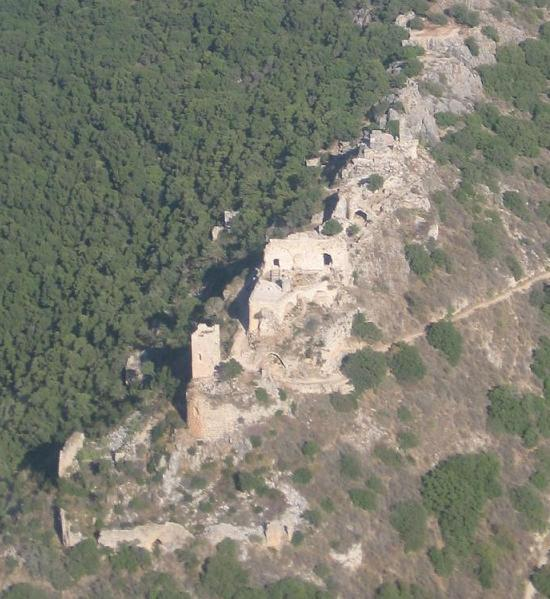
Руины Монфора на вершине отрога.

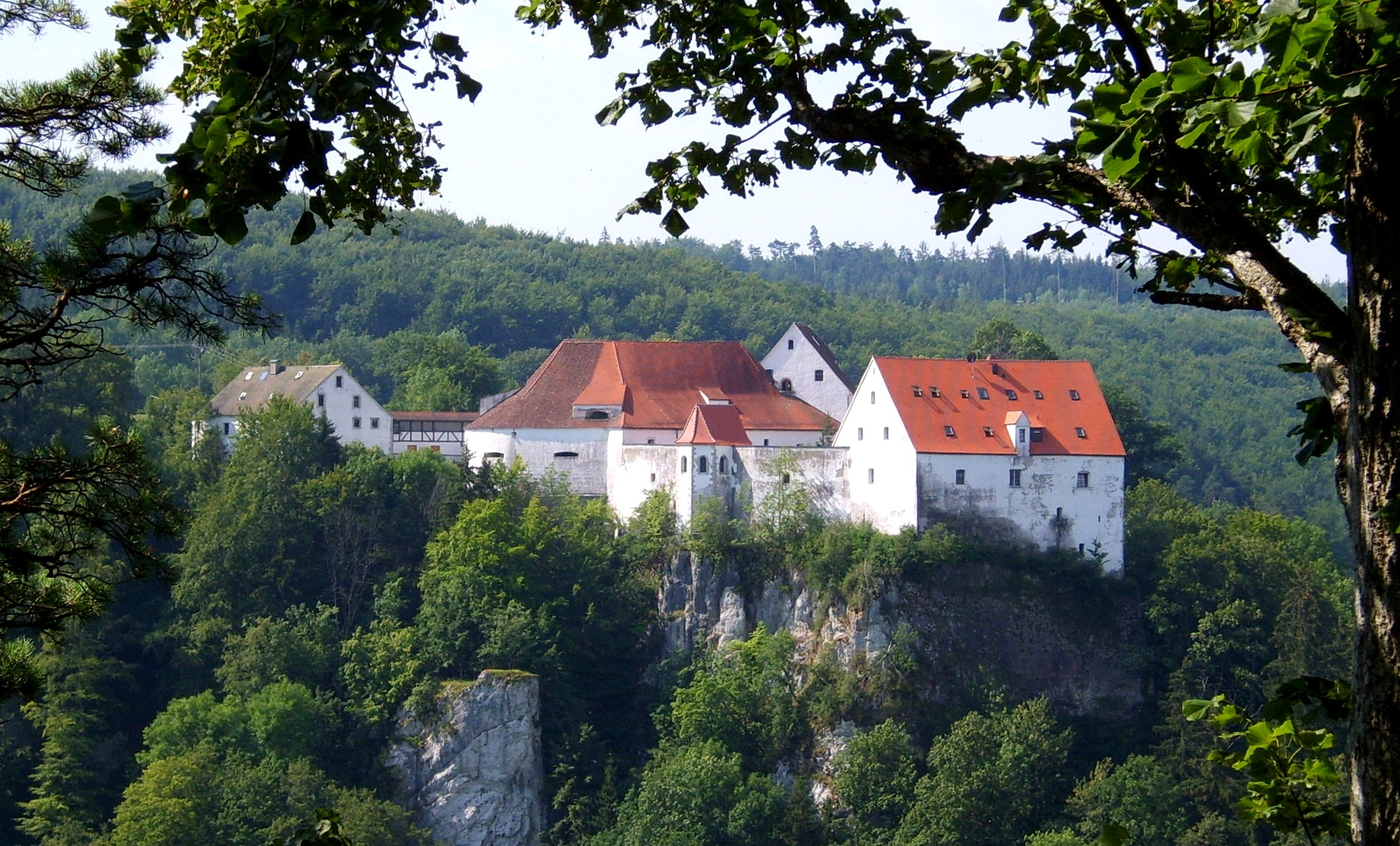
Замок Вильденштейн в Германии

В зависимости от топографии местности, замок на отроге может полностью зависеть от своего недоступного расположения, или же использовать это как преимущество вместе с оборонительными элементами, такими как стены и башни. Типичным оборонительным элементом может быть ров, отрезающий отрог от остальной горы. Если отрог длинный и узкий, иногда используется термин «Хребетный замок».
Замок на длинном отроге иногда, но не всегда, разделяется на нижний двор и более сильно укреплённый верхний двор (или даже на последовательность из трёх и более дворов).
Замки на отроге и замки на вершине горы были впервые построены франками для того, чтобы противостоять развёртыванию метательных машин с противовесом. В случае с замком на отроге, метательные машины для осады могли быть применены только с одной стороны замка на верху горы: в этом случае все оборонительные силы концентрировались в одном месте.

## Примеры замков на отроге
- Замок крестоносцев Крак-де-Шевалье расположен на отроге холма, в него можно попасть только с юга. В то же самое время это концентрический замок с сильной защитой со всех сторон. (Kennedy 2000)
- В замке Цитадель Салах ад-Дина имеются дополнительные оборонительные элементы, защищающие отрог. Наиболее примечателен глубокий ров. Нижний двор замка имеет более слабые стены и башни. (Nicolle 2008)
- Тевтонская крепость Монфор. (Nicolle 2008)
- Алькасар в Сеговии в Испании.
- Замок Стерлинг в Шотландии расположен на узком отроге. Вход в замок возможен только с юго-восточной стороны.
- Замок Шинон во Франции использовался графами Анжу в XII веке. В 1205 году он был захвачен французским королём и стал самым крупным замком долины Луары.
- Замок Хоэнрехберг в земле Баден-Вюртемберг в Германии